# Пролепсис
Проле́псис (от др.-греч. πρόληψις «предположение, предчувствие, предвидение») — категория эпикурейской философии и фигура речи, употребляется в трёх значениях:
1. Упоминание будущих событий или свойств как заранее ожидаемых. 
Например:
Вдоль стен Флоренции во весь опор

С убийцами их жертва проскакала

И только будучи в плену, она им всем исторью рассказала...
В кинематографе аналогом этого приёма является флэшфорвард.
2. Одновременное употребление существительного и заменяющего его местоимения. Например: 
Ужин-то, он на плите.
Иванова и Сидорова — этих мы позовём.
3. Предвосхищение повествующим ожидаемых возражений или сомнений и их опровержение. Эту форму чаще называют прокаталепсис.